# بیل فرناندز
بیل فرناندز یک طراح محیط کاربری کامپیوتر و همچنان کارمند شماره ۴ شرکت اپل بود. او بر روی پروژه اپل I و هم پروژه اپل II نیز کار کرد، و در دهه ۸۰ نیز او یکی از اعضای تیم مکینتاش بوده است. او کمک بسیاری در پروژه های مک اواس کوئیک‌تایم و هایپر کارد کرده است و در سال ۱۹۹۴ پتنتی در خصوص محیط کاربری نیز به او اهدا شد.
او همچنان کسی است که استیو وزنیاک و استیو جابز را به یکدیگر معرفی کرده است.